# Daimler-Benz DB 605
El Daimler-Benz DB 605 es un motor aeronáutico alemán construido durante la Segunda Guerra Mundial. Desarrollado a partir del DB 601, el DB 605 fue usado desde 1942 hasta 1945 en el caza Messerschmitt Bf 109, y en los cazas pesados Bf 110 y Me 210C. El DB 610, un sistema de propulsión acoplado que comprende un par de motores DB 605 en configuración lado a lado y unidos en la parte delantera mediante un mecanismo del que sale un único eje de transmisión, fue usado en el único bombardero pesado operacional que tuvo Alemania en la guerra, el Heinkel He 177. 
Se utilizaron versiones del DB 605 construidas bajo licencia en los Macchi C.205, Fiat G.55, Reggiane Re.2005 y algunos otros aviones italianos. Inicialmente también fue usado en el Saab J21 sueco. En total se fabricaron aproximadamente 42.400 motores DB 605 incluyendo todas sus variantes.

## Desarrollo
Desarrollado a partir del Daimler-Benz DB 601, el DB 605 se utilizó desde 1942 a 1945 en los cazas Messerschmitt Bf-109, Bf-110 y en los Heinkel He-111P. Además se construyeron bajo licencia en Italia como Fiat RA.1050 RC 58 "Tifone" para ser utilizados en los Macchi MC.205V Veltro, Fiat G.55/I Centauro y Reggiane Re.2005 Sagittario y en Japón como Kawasaki Ha-140 (DB 601) en el Kawasaki Ki-61-II. También la firmas suecas Bolinder-Munktell y Svenska Flygmotor (actualmente Volvo Aero) fabricaron 800 de estos motores, que fueron utilizados también en el caza de diseño sueco Saab J21.

### Antecedentes del diseño
Este motor se desarrolló para ser utilizado inicialmente por el Bf-109G. Para lograr esto se debían mantener las dimensiones externas del motor, pero aumentando la potencia del mismo. Debido a que Alemania no disponía de reservas suficientes de petróleo para refinar más la gasolina y lograr esta potencia extra mediante la sobrecompresión de la mezcla se optó por la sencilla solución de aumentar el diámetro de los cilindros, y así la cilindrada a 35,7 litros. Este significativo cambio aumentó la potencia al nivel del mar de 1.350 CV del DB-601E a 1.475 CV en el DB-605A.
El aumento del diámetro de los cilindros era mínima, pasando de los 150 mm del DB 601 a 154 mm del DB 605. Además, se mejoró la sincronización de la apertura de las válvulas de admisión y escape para dar una mayor eficiencia volumétrica a altas velocidades, lo que mejoró las revoluciones máximas permitidas desde a 2.600 RPM del DB-601E a 2.800 RPM. 
La combinación de estos cambios aumentó la potencia desde 1332 HP a 1475 HP. Sin embargo, el peso aumentó de 700 a 756 kg.
En general el motor es esencialmente idéntico al 601. Ambos utilizan la magneto doble Bosch y bujías de encendido de doble disparo. La inyección de combustible es alimentada por una bomba de émbolos en línea, a una presión de hasta 90 bar y el sistema de lubricación utiliza tres bombas con un tanque de 35 L. de aceite. La sobrealimentación era bastante avanzada para la época, se utilizó un convertidor de par hidráulico controlado barométricamente que permitía al sistema compensar automáticamente los cambios de altitud.
Al igual que el DB-601, el DB-605 fue diseñado para funcionar con combustible "B4" de 87 octanos . En 1944 se introdujo una serie de nuevos motores, que permiten utilizar los 96 octanos del combustible "C3" y opcionalmente diversos accesorios opcionales para aumentar potencia en emergencias, con los sistemas MW50 y GM-1.

### Componentes
- Distribución: Dos válvulas de admisión y dos válvulas de escape refrigeradas por sodio en cada cilindro accionadas a través de un solo árbol de levas en cada uno de los dos bloques de cilindros.
- Sobrealimentación: Por compresor centrífugo de una sola etapa, de velocidad variable a través de un embrague controlado barométricamwnte. MW50 Inyección de agua-metanol a la salida del compresor.
- Alimentación: Inyección directa de gasolina.
- Lubricación: De cárter seco, con una bomba de presión y dos bombas de barrido.
- Refrigeración: Por líquido, a presión.

## Variantes

### Daimler-Benz DB-605A-1

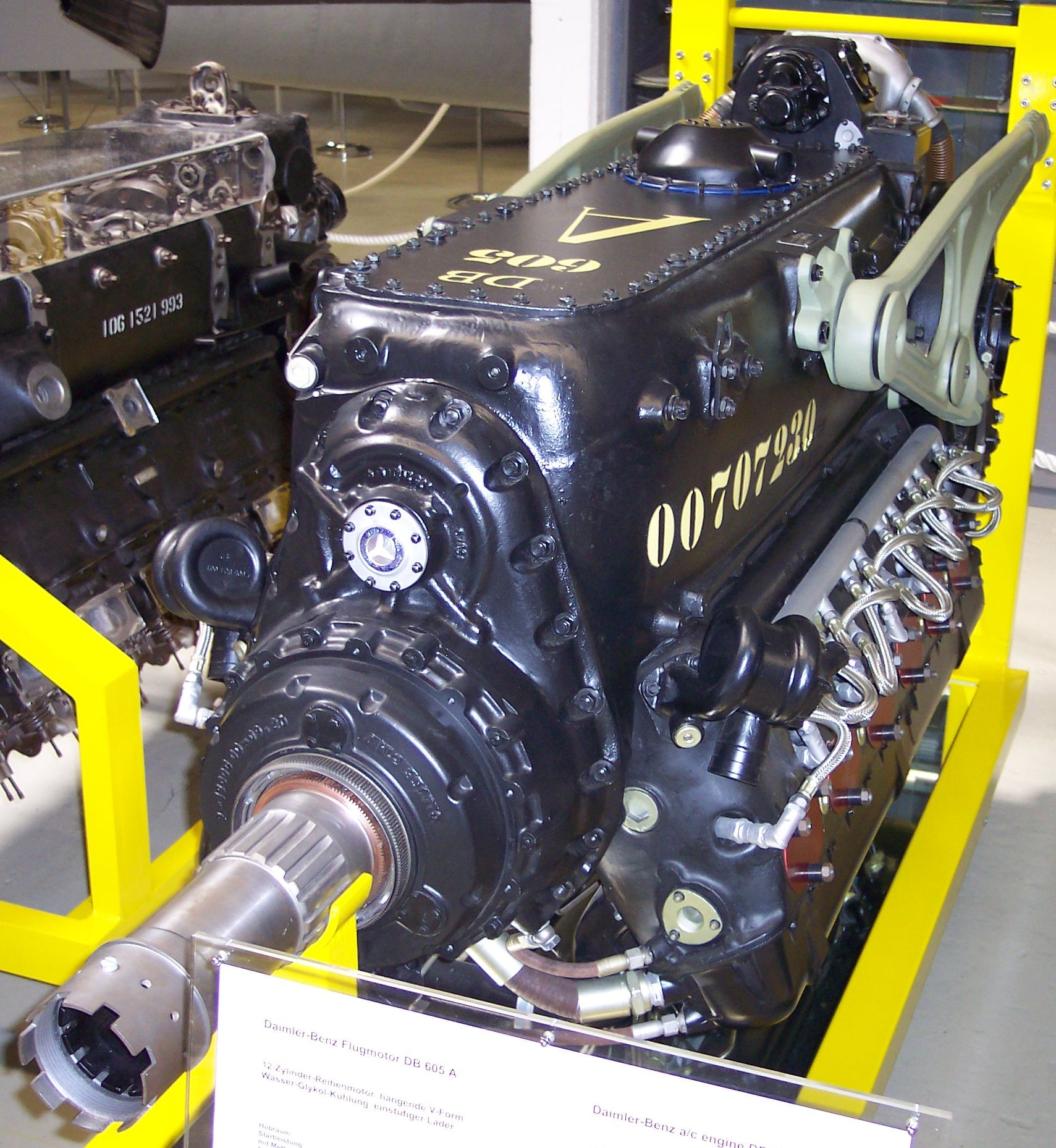
Daimler-Benz DB 605A.

Primera variante del DB-605. La potencia del motor se incrementó a 1.475 HP al despegue y 2.800 rpm, 1.330 HP a 5.700 m s. n. m. a 2.800 rpm y con un consumo de 0,214 kg/HP/h en vuelo de crucero. Utilizaba combustible B4 (87 octanos). El peso del motor llegó a los 756 kg. Se incorporaron los sistemas de inyección GM-1 y MW-50 en todos los aviones salidos de fábrica, pudiéndose instalar ambos o por separado. En algún momento, el director del Ministerio del Aire del Reich y Mariscal del Reich Erhard Milch pensó en interrumpir el desarrollo de este motor por los constantes problemas en los circuitos hidráulicos, lo cual producía un sobrecalentamiento de los tanques de aceite. Estos se fracturaban y se derramaba su contenido sobre el motor y tomaban fuego en forma instantánea.
El DB-605AM funcionando inicialmente con B4 y MW-50, vio su poder mejorado a 1.800 HP a 2.800 RPM para el despegue. A mediados de 1944, el requisito de eliminar el C3 y B4 + MW-50 se utilizó. El DB-605ASM mejoró la altura nominal máxima mediante el uso de un concepto más amplio de sobrealimentación tomado del DB 603, pero era de otra similar al AM. El DB-605ASB mejoró el rendimiento del despegue a 1775 HP, al tiempo que se mantiene el rendimiento a gran altura del ASM. La versión final de la serie A fue el DB-605ASC de 1945, que siguió mejorando el rendimiento del despegue a 1973 HP.

#### Versiones

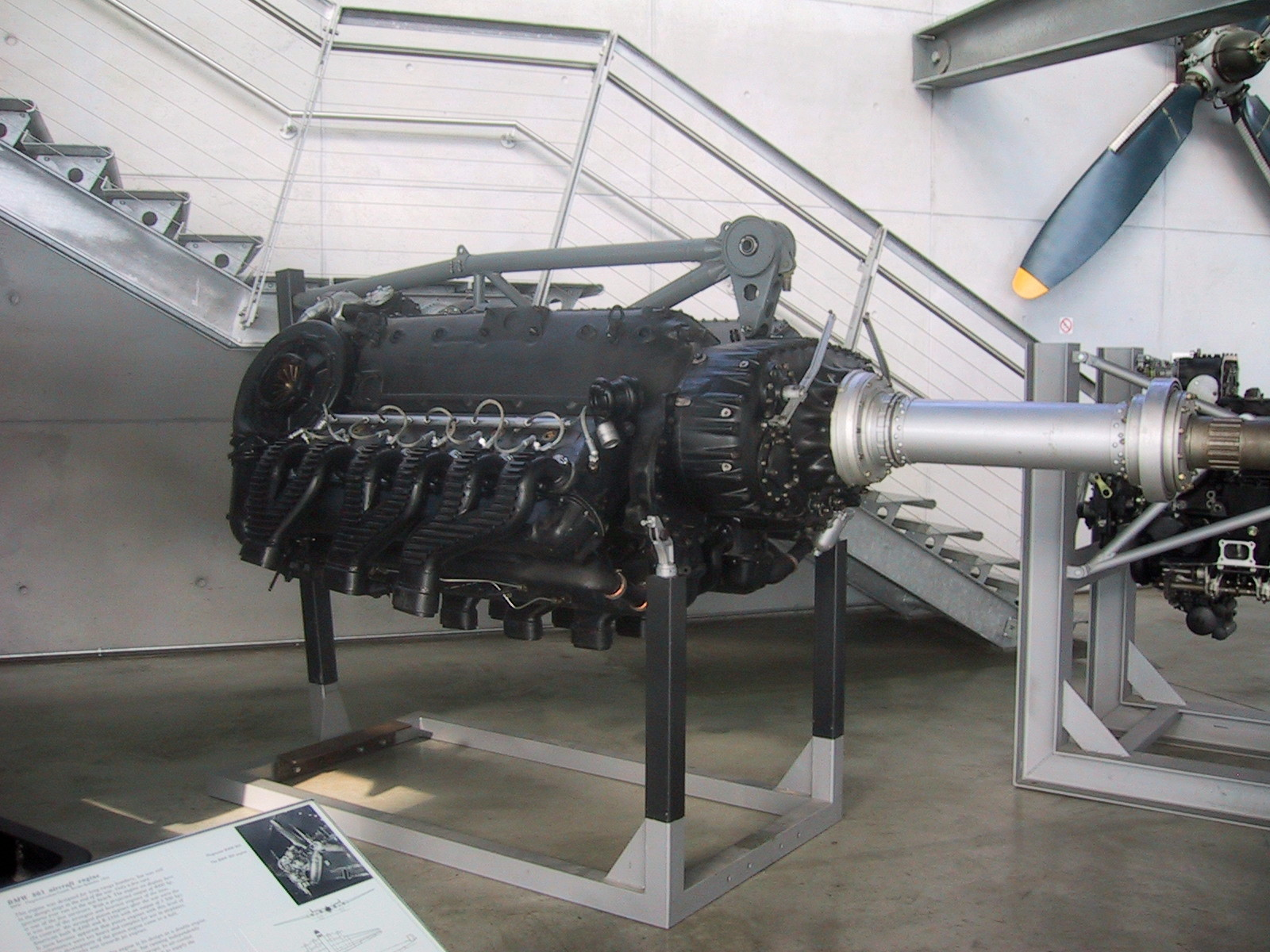
DB 610

- DB-605A: Versión inicial del motor, hasta 1475 HP, combustible B4.
- DB-605AM: Combustible C3 y sistema de aumento de potencia MW-50, hasta 1800 HP en emergencia de combate.
- DB-605AS: Sobrecompresor de mayor diámetro, combustible B4.
- DB-605ASBM: Optimizado para gran altitud a finales de la guerra. Versión de 605 con utilización de combustible B4. Con aumentador de potencia MW-50 conseguía 1800 HP.
- DB-605ASCM: Optimizado para gran altitud a finales de la guerra. Con utilización de combustible C3. Con el aumentador de potencia MW-50 conseguía hasta 2000 HP.
- DB-605B: Igual que el DB-605A, pero para su uso en aviones bimotores Messerschmitt Bf-110 y Me-210. Diferentes hélices y relaciones de reducción de revoluciones motor-hélice.
- DB-605H: Optimizado para vuelo a gran altitud utilizando una toma más amplia en el compresor de sobrealimentación del DB 603, hasta conseguir 1800 HP.
- DB-610: 2 motores DB-605 acoplados y actuando sobre un solo eje portahélice para su uso en Heinkel He 177, proporcionando hasta 2950 HP (Según el director del Ministerio del Aire y Mariscal del Reich E. Milch no se podía cambiar una bujía sin tener que desarmar completamente el motor).

### Daimler-Benz DB-605D
Daimler-Benz trabajó en mantener actualizado el DB-605 introduciendo desde 1942 una serie de mejoras que dieron como resultado el DB-605D, variante que no entró en servicio hasta 1944 instalada en el Bf-109K.
Esta nueva variante era capaz de funcionar tanto con combustible B4 como C3. En ella se incrementó la relación de compresión y se le montó un compresor de mayor diámetro. Con estos cambios, la potencia del DB-605DC (empleando el MW-50) se incrementó a 2.000 HP a 2.800 RPM a nivel del mar.

#### Versiones
- DB-605 DM: Primera versión DB-605D, con MW-50 alcanzaba 1.700 HP al nivel del mar.
- DB-605 DBM: Empleando combustible B4 estándar y MW-50, conseguía hasta 1850 HP.
- DB-605 DCM: Empleando combustible C3 y MW-50, potencia hasta 2.000 HP.

## Aplicaciones
- Messerschmitt Bf 109
- Messerschmitt Bf 110
- Messerschmitt Me 210
- VL Pyörremyrsky
- Reggiane Re 2005
- Fiat G.55
- Macchi M.C.205
- Savoia-Marchetti SM.91
- Savoia-Marchetti SM.92
- Savoia-Marchetti SM.93
- Heinkel He 177
- Saab 18

## Especificaciones (DB-605AM)
(También conocido como DB 605 G durante el desarrollo)

### Características generales
- Tipo: Motor de 12 cilindros en V invertida con dos bloques a 60 ° refrigerado por líquido y sobrealimentado.
- Diámetro: 154 mm (6,06")
- Carrera: 160 mm (6,30")
- Desplazamiento: 35,76 l (2,182.4 in³)
- Longitud: 2.303 mm (90,67")
- Diámetro: 845 mm (33,27")
- Peso en seco: 730 kg (1.642 lb)

### Rendimiento
- Potencia suministrada:
  - 1.324 kW (1.800 PS - 1.775 CV) a 2.800 rpm para el despegue con inyección de MW-50 (pme = 230.3 psi)
  - 1.250 kW (1.700 PS - 1.677 CV) a 2.800 rpm a 4.000 metros (13.120 pies) con inyección MW-50 (pme = 217.5 psi)
  - 794 kW (1.080 PS - 1.065 CV) a 2.300 rpm a 5.500 m (18.000 pies), de potencia máxima continua(pme = 168.2 psi).
- Potencia específica: 35,0 kW / l (0,77 CV / in³)
- Relación de compresión: 7,5/7,3: 1 para combustible de 87 octanos ; 8,5/8,3: 1 para combustible de 100 octanos.
- Relación potencia-peso: 1,68 kW / kg (1,02 hp / lb)

### Desarrollos relacionados
- Daimler-Benz DB 600
- Daimler-Benz DB 601
- Daimler-Benz DB 603

### Motores similares
- Rolls-Royce Merlin